# Alain Damasio

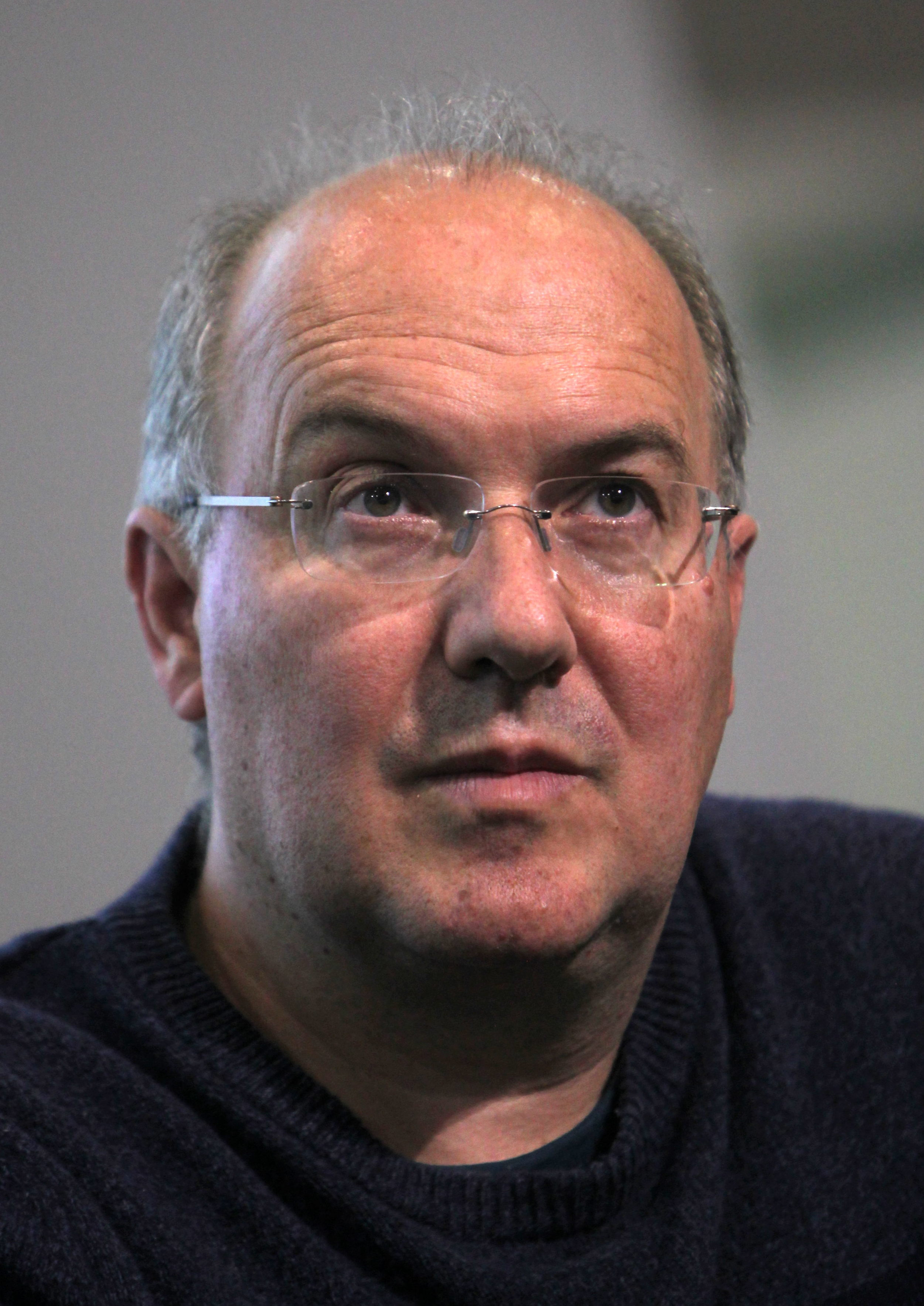
Alain Damasio

Alain Damasio (geboren als Alain Raymond am 1. August 1969 in Lyon) ist ein französischer Science-Fiction- und Fantasy-Autor.
Sein bekanntestes Werk ist La Horde du Contrevent, für das er 2006 den Grand Prix de l’Imaginaire gewann. Seine Kurzgeschichte Serf-Made-Man ? ou la créativité discutable de Nolan Peskine, erschienen in der Sammlung Au bal des actifs. Demain le travail, gewann 2018 denselben Preis in der Kategorie »französischsprachige Kurzgeschichte«.

## Biografie
Damasio ist der Sohn eines Autokarosseriebauers und einer akademisch hochqualifizierten Englischlehrerin (agrégée). Er nahm später den Familiennamen seiner Großmutter Andrée Damasio an. Er schloss eine Mittelschule mit naturwissenschaftlichem Schwerpunkt ab. Nach einem Vorbereitungskurs bestand er die Aufnahmsprüfung für die prestigeträchtige École supérieure des sciences économiques et commerciales, die er allerdings 1991 abbrach. Im Alter von 20 oder 21 Jahren begann er zu schreiben. Er zog sich in den Vercors und später nach Nonza auf Korsika zurück, um sich dem Schreiben zu widmen. Damasio hat zwei Töchter.
Sein erster längerer Text, La Zone du Dehors, wurde in mehr als 150.000 Exemplaren verkauft. Es ist ein Zukunftsroman, der sich mit Kontrollgesellschaften unter einer Demokratie befasst (inspiriert von den Arbeiten von Michel Foucault und Gilles Deleuze), in denen sich die Bürger gegenseitig kontrollieren. Sein zweites Buch, La Horde du Contrevent verkaufte sich 400.000 Mal und wurde 2006 mit dem Grand Prix de l'Imaginaire in der Kategorie »Roman« ausgezeichnet. Es handelt sich um »ein philosophisches Epos mit revolutionären Aspekten in einem poetischen, sturmgepeitschten Universum« und gilt als eines der wichtigsten Werke der französischsprachigen Science-Fiction.
Im Jahr 2009 schrieb er La Rage du sage, einen politischen und poetischen Essay über unsere Zeit für die kostenlose Single Memento mori der Band Sliver. Damasio verfasste auch das Drehbuch zu Windwalkers, einer Animationsserie aus La Horde du Contrevent (Regie: Jan Kounen; künstlerische Leitung: Marc Caro), doch das Projekt wurde aufgrund mangelnder Finanzierung nicht realisiert.
Anschließend arbeitete er an dem Roman Les Furtifs, einer Beschreibung einer »Gesellschaft der horizontalen Kontrolle, in der jeder über soziale Netzwerke jeden kontrolliert«, der 2019 erschien. 2017 arbeitet er an den monatlichen Tonsequenzen Man’track mit, die auf Phaune Radio ausgestrahlt werden. Im März 2021 veröffentlichte er den Jugendroman Scarlett et Novak, in dem er unsere Abhängigkeit von neuen Technologien untersucht.

## Politische Stellungnahmen
Im Mai 2018 unterzeichnete Damasio gemeinsam mit achtzig anderen Persönlichkeiten aus dem Kulturbereich (darunter Annie Ernaux, Stéphane Couturier, Luc Delahaye, Jean-Luc Godard, Alain Guiraudie, Eric Hazan, Leslie Kaplan, Maguy Marin, Jean-Pierre Moulin, Bernard Noël, Ernest Pignon-Ernest, Christian Prigent, Eyal Sivan, Jacques Tardi und Dominique Ziegler) einen Aufruf zum Boykott der Saison France-Israël aufrief, die laut der Petition dazu diene, das Image des Staates Israel aufzupolieren, das aufgrund der Unterdrückung der Palästinenser und Israels Rolle als Startup-Nation des Sicherheitssektors recht ramponiert sei:
Der israelische Staatspräsident Reuven Rivlin sagte: »Kulturelle Einrichtungen sind das Schaufenster, in dem Israel ein demokratisches, liberales und kritisches Bild von sich selbst präsentiert.« Aus Solidarität mit den Palästinensern lehnen wir es ab, uns in diesem Schaufenster zu zeigen; wir werden nicht an der Saison France-Israël teilnehmen und rufen dazu auf, sich in keiner Form daran zu beteiligen.
Damasio war einer der 15 Intellektuellen und Schriftsteller, die das von Jade Lindgaard organisierte Sammelwerk Éloge des mauvaises herbes – Ce que nous devons à la ZAD unterzeichneten. Sie unterstützten die ZAD de Notre-Dame-des-Landes, ein soziales Projekt der 2010er Jahre, um ein Feuchtgebiet gegen die Errichtung des Flughafens Grand Ouest in Notre-Dame-des-Landes (Département Loire-Atlantique) zu verteidigen. Das Werk beschreibt eine ZAD (zone à défendre, »Verteidigungszone«) im Jahr 2045, in einer Welt, in der die Städte an multinationale Konzerne versteigert wurden.
Im April 2019 unterzeichnete Damasio einen Aufruf für eine Amnestie für Aktivisten der Gelbwestenbewegung. Im Mai 2019 war Damasio einer von rund 1400 Persönlichkeiten aus dem Kulturbereich, die den Aufruf Nous ne sommes pas dupes! unterzeichneten, der in der Zeitung Libération erschien und sich mit der Gelbwestenbewegung solidarisierte.
In einem Artikel in der Libération vom 30. März 2020 kritisierte er die Inkompetenz der Regierung beim Umgang mit der COVID-19-Pandemie in Frankreich und warnte vor einer drohenden globalen Überwachung mithilfe neuer Technologien, insbesondere Drohnen und Ortsbestimmung, deren bewaffneter Arm die Polizei sei.
Im Oktober 2024 gehörte Damasio zu den Unterzeichnern eines Aufrufs zum Boykott israelischer Kulturinstitutionen, „die an der überwältigenden Unterdrückung der Palästinenser mitschuldig sind oder diese stillschweigend beobachtet haben“.

## Stil
Damasio verwendet in seinen Werken häufig Neologismen und Ausdrücke, mit denen er versucht, »dichte, bewohnte Wörter zu schaffen, die es den Menschen ermöglichen, sich zusammenzuschließen«. Beispiele dafür sind volte (von révolte) – die Fähigkeit, sich durch bestimmte Lebensweisen und Aktionen gegen eine Disziplinargesellschaft zu wehren bzw. diese zu überwinden; cosmopolitesse (gemeinsam mit Baptiste Morizot vorgeschlagen) – angemessene Rücksichtnahme auf andere Lebensformen, sowie furvent, airpailleur, pharéole, périféérie, conforteresse, mécanidé und radicolo.

## Werke
Romane
- La Zone du Dehors, Éd. Cylibris, 1999; Neuauflagen: La Volte, 2007, sowie in der Sammlung Folio SF 350, Gallimard, 2009.
- La Horde du Contrevent, La Volte, 2004; Neuauflage: Sammlung Folio SF 271, Gallimard, 2007.
  - deutsche Übersetzung von Milena Adam: Die Horde im Gegenwind. Berlin: Matthes & Seitz Berlin, 2024. ISBN 978-3-7518-0078-5.
  - Comic-Adaption von Éric Henninot, deutsche Übersetzung von Tanja Krämling: Die Horde des Windes.
    - Die Lache von Lapsane (La flaque de lapsane). Bielefeld: Splitter, 2020; ISBN 978-3-96219-490-1.
    - Das grazile Geschwader (L’escadre frêle). Bielefeld: Splitter, 2020; ISBN 978-3-96219-489-5.
    - Das Universum ist mein Zuhause (Les cosmos est mon campement). Bielefeld: Splitter, 2020; ISBN 978-3-96219-488-8.
- Les Furtifs, La Volte, 2019. Neuauflage: Sammlung Folio SF 674, Gallimard, 2021.
  - deutsche Übersetzung von Milena Adam: Die Flüchtigen. Berlin: Matthes & Seitz Berlin, 2021. ISBN 978-3-7518-0050-1.

Kurzgeschichten-Sammlung
- Aucun souvenir assez solide, La Volte, 2012; Neuauflage: Sammlung Folio SF 474, Gallimard, 2014.

Kurzgeschichten
- Les Aiguilleurs du ciel, in Onze pour Mille, Cylibris, 2000.
- El Levir et le Livre, in Libelle, DESS de la Sorbonne, 2001.
- Les Hauts® Parleurs®, dans Une autre mondialisation en mouvement ?, Mango, 2002, Sammlung Regard sur demain.
- Aucun souvenir assez solide, in Galaxies 38, 2005.
- So phare away, in Galaxies 42, 2007.
- Le Bruit des bagues, in L’Expansion 723, 2007.
- Définitivement, in Appel d’air, Les Trois Souhaits, 2007.
- Disparitions, in Appel d’air, Les Trois Souhaits, 2007.
- Annah à travers la harpe, in Ceux qui nous veulent du bien : 17 mauvaises nouvelles d’un futur bien géré, La Volte, 2010.
- Vos souvenirs sont notre avenir, in Le Monde diplomatique, 2015.
- Demain commence aujourd’hui, in Ballast, 2016.
- Dual Universe, 2016.
- L’Archipel des Calabs, in Ballast, 2017.
- Serf-made man ? ou la créativité discutable de Nolan Peskine, dans Au bal des actifs. Demain le travail, La Volte, 2017.

Jugendroman
- Scarlett et Novak, Rageot, 2021

Andere Schriften
- Sociétés de contrôle et cinéma. Auf der Webseite La Zone du dehors.
- Appel d'air contre la narcose Sarkozy. Auf der Webseite La Zone du dehors, 2007.
- La Rage du sage, in Memento mori, 2009 (mit Sliver).
- Text zu dem Lied »Bora« von Rone.
- 701 000 heures de garde à vue. Auf der Webseite Playlist Society.
- La Seule Vraie Voie ? In der Beilage zur Libération »Demain la terre« (November 2015).
- Mondiale™, Beb-Deum und in Alain Damasio, Les Impressions nouvelles, 2017.
- Notre-âme-des-landes, in Lundi matin (10. Mai 2018).
- mit Arnaud Dollen, Pablo Servigne, Héloise Brézillon, Norbert Merjagnan, Fabrice Capizzano: Cross the Ages. Grimoire Chromé. Auf der Webseite Cross the Ages, Vorschau eines Buches, das 2022 erscheinen sollte.
- Vorwort zu Denis Robert, Travailleur médiatique : Résister à la fabrication du consentement, Massot, 2021; ISBN 978-2-38035-332-7.
- Nachwort zu Alessandro Pignocchi, La recomposition des mondes, Éditions du Seuil, 2019: ISBN 978-2-02-142122-4.
- Nachwort zu Baptiste Morizot, Manières d'être vivant, Actes Sud, 2020; ISBN 978-2-330-12973-6.
- Nachwort zu Mathieu Bablet, Carbone & Silicium, Ankama, 2020.

## Auszeichnungen
- Ordre des Arts et des Lettres, 2016.